# Campionatul Mondial de Atletism din 2022 - 110 m garduri (masculin)
Proba masculină de 110 m garduri de la Campionatul Mondial de Atletism din 2022 a avut loc în perioada 16-17 iulie 2022 pe Hayward Field din Eugene, SUA.

## Timpul de calificare
Timpul standard pentru calificare automată în finală a fost 13.32.

## Program
Ora este ora SUA (UTC-7) 
| Data          | Oră   | Etapă      |
| ------------- | ----- | ---------- |
| 16 iulie      | 11:25 | Calificări |
| 17 iulie      | 17:05 | Semifinale |
| 17 iulie 2022 | 19:30 | Finala     |

## Rezultate

### Calificări
Primii 4 atleți din fiecare serie (C) împreună cu 4 atleți cu cei mai buni timpi (c) s-au calificat în semifinale.
| Loc | Serie | Sportiv                 | Țară                       | Timp  | Note     |
| --- | ----- | ----------------------- | -------------------------- | ----- | -------- |
| 1   | 2     | Grant Holloway          | Statele Unite ale Americii | 13,14 | C        |
| 2   | 4     | Hansle Parchment        | Jamaica                    | 13,17 | C        |
| 3   | 4     | Rafael Pereira          | Brazilia                   | 13,23 | C        |
| 4   | 1     | Trey Cunningham         | Statele Unite ale Americii | 13,28 | C        |
| 5   | 4     | Just Kwaou-Mathey       | Franța                     | 13,32 | C        |
| 6   | 1     | Rasheed Broadbell       | Jamaica                    | 13,36 | C        |
| 7   | 3     | Asier Martínez          | Spania                     | 13,37 | C        |
| 8   | 2     | Damian Czykier          | Polonia                    | 13,37 | C        |
| 9   | 2     | Joshua Zeller           | Marea Britanie             | 13,41 | C        |
| 10  | 3     | Amine Bouanani          | Algeria                    | 13,44 | C        |
| 11  | 1     | Andrew Pozzi            | Marea Britanie             | 13,45 | C        |
| 12  | 2     | Eduardo Rodrigues       | Brazilia                   | 13,46 | C        |
| 13  | 4     | Shane Brathwaite        | Barbados                   | 13,47 | C        |
| 14  | 5     | Devon Allen             | Statele Unite ale Americii | 13,47 | C        |
| 15  | 3     | Sasha Zhoya             | Franța                     | 13,48 | C        |
| 16  | 1     | Jason Joseph            | Elveția                    | 13,49 | C        |
| 17  | 1     | Pascal Martinot-Lagarde | Franța                     | 13,49 | c        |
| 18  | 2     | Nicholas Hough          | Australia                  | 13,51 | c        |
| 19  | 5     | Milan Trajkovic         | Cipru                      | 13,52 | C        |
| 20  | 3     | Shuhei Ishikawa         | Japonia                    | 13,53 | C        |
| 21  | 3     | Orlando Bennett         | Jamaica                    | 13,55 | c        |
| 22  | 5     | Shunsuke Izumiya        | Japonia                    | 13,56 | C        |
| 23  | 5     | David King              | Marea Britanie             | 13,57 | C        |
| 24  | 4     | Enrique Llopis          | Spania                     | 13,58 | c        |
| 25  | 2     | Xie Wenjun              | China                      | 13,58 |          |
| 26  | 1     | Mikdat Sevler           | Turcia                     | 13,61 |          |
| 27  | 5     | Antonio Alkana          | Africa de Sud              | 13,64 |          |
| 28  | 1     | Petr Svoboda            | Cehia                      | 13,65 |          |
| 29  | 2     | Louis François Mendy    | Senegal                    | 13,70 |          |
| 30  | 4     | Rachid Muratake         | Japonia                    | 13,73 |          |
| 31  | 3     | Rasheem Brown           | Insulele Cayman            | 13,78 |          |
| 32  | 3     | Gregor Traber           | Germania                   | 13,81 |          |
| 33  | 5     | Wellington Zaza         | Liberia                    | 13,81 |          |
| 34  | 2     | Chen Kuei-ru            | Taipeiul Chinez            | 13,82 |          |
| 35  | 4     | Elmo Lakka              | Finlanda                   | 13,91 |          |
| 36  | 4     | Chris Douglas           | Australia                  | 13,95 |          |
| 37  | 1     | Jérémie Lararaudeuse    | Mauritius                  | 14,19 |          |
| 38  | 5     | Richard Diawara         | Mali                       | 14,35 |          |
| 37  | 3     | Daniel Roberts          | Statele Unite ale Americii | DS    | TR22.6.2 |
| 37  | 5     | Gabriel Constantino     | Brazilia                   | DS    | TR22.6.2 |

### Semifinale
Primii doi atleți din fiecare serie (C) și următorii doi atleți cu cel mai bun timp (c) s-au calificat în finală.
| Loc | Serie | Sportiv                 | Țară                       | Timp  | Note |
| --- | ----- | ----------------------- | -------------------------- | ----- | ---- |
| 1   | 1     | Grant Holloway          | Statele Unite ale Americii | 13,01 | C SB |
| 2   | 3     | Hansle Parchment        | Jamaica                    | 13,02 | C    |
| 3   | 2     | Trey Cunningham         | Statele Unite ale Americii | 13,07 | C    |
| 4   | 3     | Devon Allen             | Statele Unite ale Americii | 13,09 | C    |
| 5   | 3     | Shane Brathwaite        | Barbados                   | 13,21 | c    |
| 6   | 3     | Damian Czykier          | Polonia                    | 13,22 | c    |
| 7   | 3     | Just Kwaou-Mathey       | Franța                     | 13,25 |      |
| 8   | 2     | Asier Martínez          | Spania                     | 13,26 | C SB |
| 9   | 2     | Rasheed Broadbell       | Jamaica                    | 13,27 |      |
| 10  | 1     | Joshua Zeller           | Marea Britanie             | 13,31 | C    |
| 11  | 3     | Andrew Pozzi            | Marea Britanie             | 13,35 |      |
| 12  | 1     | Amine Bouanani          | Algeria                    | 13,37 | RN   |
| 13  | 2     | Pascal Martinot-Lagarde | Franța                     | 13,40 | SB   |
| 14  | 2     | Shunsuke Izumiya        | Japonia                    | 13,42 |      |
| 15  | 3     | Nicholas Hough          | Australia                  | 13,42 |      |
| 16  | 3     | Enrique Llopis          | Spania                     | 13,44 |      |
| 17  | 1     | Rafael Pereira          | Brazilia                   | 13,46 |      |
| 18  | 1     | Sasha Zhoya             | Franța                     | 13,47 |      |
| 19  | 2     | Milan Trajkovic         | Cipru                      | 13,49 |      |
| 20  | 2     | David King              | Marea Britanie             | 13,51 |      |
| 21  | 2     | Eduardo Rodrigues       | Brazilia                   | 13,62 |      |
| 22  | 1     | Orlando Bennett         | Jamaica                    | 13,67 |      |
| 23  | 1     | Jason Joseph            | Elveția                    | 13,67 |      |
| 24  | 1     | Shuhei Ishikawa         | Japonia                    | 13,68 |      |

### Finala
Finala a avut loc pe 17 iulie.
| Loc | Culoar | Sportiv          | Țară                       | Timp     | Note    |
| --- | ------ | ---------------- | -------------------------- | -------- | ------- |
| 1   | 4      | Grant Holloway   | Statele Unite ale Americii | 13,3     | (0,124) |
| 2   | 6      | Trey Cunningham  | Statele Unite ale Americii | 13,08    | (0,109) |
| 3   | 8      | Asier Martínez   | Spania                     | 13,17 PB | (0,126) |
| 4   | 2      | Damian Czykier   | Polonia                    | 13,32    | (0,140) |
| 5   | 7      | Joshua Zeller    | Marea Britanie             | 13,33    | (0,145) |
|     | 1      | Shane Brathwaite | Barbados                   | DS       | (0.108) |
|     | 3      | Devon Allen      | Statele Unite ale Americii | DS       | (0.099) |
|     | 5      | Hansle Parchment | Jamaica                    | NS       |         |